# Marsanne
Marsanne è un comune francese di 1 243 abitanti situato nel dipartimento della Drôme della regione Alvernia-Rodano-Alpi.

## Società

### Evoluzione demografica
Abitanti censiti